# Ticea, Sliven
Ticea (în bulgară Тича) este un sat în comuna Kotel, regiunea Sliven,  Bulgaria. 

## Demografie
Componența etnică a satului Ticea
     Turci (46,33%)
     Bulgari (25,25%)
     Romi (12,62%)
     Nicio identificare (15,78%)
La recensământul din 2011, populația satului Ticea era de 982 locuitori. Nu există o etnie majoritară, locuitorii fiind turci (46,33%), bulgari (25,25%) și romi (12,62%). Pentru 15,78% din locuitori nu este cunoscută apartenența etnică.